# Чаша (Грузия)
Чаша (груз. ჭაშა) — село в Грузии, на территории Душетского муниципалитета края (мхаре) Мцхета-Мтианети.

## География
Село находится в северо-восточной части Грузии, к востоку от реки Ксани, на расстоянии приблизительно 12 километров (по прямой) к юго-западу от города Душети, административного центра муниципалитета. Абсолютная высота — 1088 метров над уровнем моря.

## Население
По результатам официальной переписи населения 2014 года постоянное население в Чаше отсутствовало.
| Год  | Население, человек |
| ---- | ------------------ |
| 2002 | 69                 |
| 2014 | ↘ 0                |